# Erol Dora
Erol Dora (* 2. Februar 1964 in Silopi, Şırnak) ist ein ethnisch  assyrischer Politiker, Anwalt und der erste christliche Abgeordnete im türkischen Parlament seit den 1960er Jahren. Er ist Mitglied der Syrisch-Orthodoxen Kirche von Antiochien.

## Leben
Dora wurde im Dorf Hessana in der damaligen Provinz Mardin (heute Şırnak) geboren und besuchte die Grund- und Mittelschule und das Gymnasium in Istanbul. Er studierte Rechtswissenschaften in Ankara und arbeitete bis 2011 als Rechtsanwalt. Für die Parlamentswahlen am 12. Juni 2011 kandidierte er als unabhängiger Kandidat für die Provinz Mardin. Er wurde von der Partei des Friedens und der Demokratie (BDP) unterstützt und trat dieser nach Erlangung des Direktmandats bei. Später traten fast alle Abgeordneten der BDP der Halkların Demokratik Partisi (HDP) bei. Für die Parlamentswahl im November 2015 kandidierte Dora für die HDP in der Provinz Mardin und gewann.
Dora ist verheiratet und hat drei Kinder. Neben seiner Muttersprache Aramäisch spricht er Türkisch und Kurdisch sowie etwas Englisch und Armenisch.

## Weblink
- Wichtige Daten zu Erol Dora auf der Seite des Türkischen Parlaments

| Personendaten    | Personendaten                                                      |
| ---------------- | ------------------------------------------------------------------ |
| NAME             | Dora, Erol                                                         |
| KURZBESCHREIBUNG | türkischer Anwalt und Parlamentarier syrisch-orthodoxer Konfession |
| GEBURTSDATUM     | 2. Februar 1964                                                    |
| GEBURTSORT       | Silopi, Şırnak (Provinz)                                           |